# Wojciech Niemojowski
Wojciech Niemojowski (Niemojewski) herbu Wieruszowa – stolnik wieluński w latach 1777–1780, podczaszy wieluński w latach 1766–1777, cześnik wieluński w latach 1755–1766, skarbnik wieluński w latach 1744–1755.
W 1764 roku jako poseł  ziemi wieluńskiej na sejm elekcyjny był elektorem Stanisława Augusta Poniatowskiego z ziemi wieluńskiej.